# La Crise du monde moderne
La Crise du monde moderne est un livre de René Guénon paru en 1927. Dans cet ouvrage, Guénon reprend et approfondit sa critique du monde occidental. L'ouvrage eut un grand retentissement.

## Contenu du livre

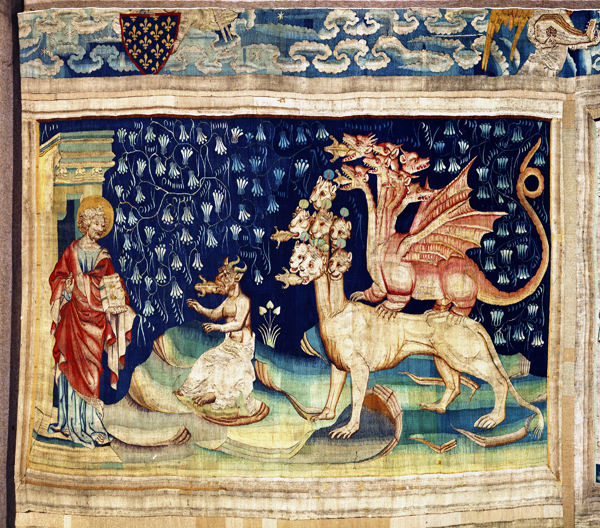
« Satan [en haut à droite] reparaît, accompagné de ses suppôts, la bête de la mer [en bas à droite: l'Antéchrist] et le Faux prophète [...] Ces monstres vomissent des grenouilles symboles des esprits diaboliques qui répandent inlassablement des rumeurs destinées à exciter les nations les unes contre les autres et contre Dieu »; Tenture de l'Apocalypse d'Angers. Guénon considérait que l'humanité était proche de sa fin. Il voyait les forces occultes de la contre-initiation à l'œuvre dans les manœuvres politiques nationales et internationales qui « manipulaient l'opinion ». Il déconseilla très vivement à ses admirateurs qui lui demandaient son avis de s'engager dans les mouvements fascistes ou socialistes dans les années 1930.

L'audience de ce livre fut bien plus grande que pour les ouvrages précédents. L'ouvrage fut commandé par Gonzague Truc pour la maison d'édition dont il était le directeur, Bossard, et fut écrit très vite. Il s'inscrit pleinement dans les débats de l'époque, s'interrogeant sur le destin de l'Occident : André Malraux venait de publier La Tentation de l'Occident en 1926 suivi par la Défense de l'Occident d'Henri Massis et Un nouveau Moyen-Âge de Nicolas Berdiaev. Il précédait Malaise dans la civilisation de Sigmund Freud (1928), Regards sur le monde actuel de Paul Valéry (1931), La Grande Peur des bien-pensants de Georges Bernanos et La Crise des sciences européennes d'Edmund Husserl (1935) . 

### 1erchapitre: L'âge sombre
Il présente tout d'abord la situation contemporaine dans le cadre de la doctrine hindoue des cycles humain (Manvantara) : l'humanité se situerait à la fin de son cycle et serait dans la période de  Kali Yuga, soit «l'âge sombre », que Guénon fait correspondre à l'âge de fer de la mythologie grecque,. Cet âge se caractériserait par un obscurcissement de la spiritualité traditionnelle. Pour Guénon, le Kali Yuga aurait  commencé au  VIe siècle avant l'ère chrétienne, avec, en particulier, le début du point de vue profane en Grèce. La Renaissance aurait accéléré le processus: il en résulterait alors une civilisation qui nierait tout principe supérieur ramenant tout aux éléments purement humains. L'individualisme, l'égalitarisme, le chaos social (liés à la mise en place du système démocratique depuis la Révolution française), résultant de la fin de toute hiérarchie sociale (correspondant au système des castes en Inde), dominaient. Il en résultait un monde entièrement tourné vers le matérialisme.     

### 2echapitre: L'opposition de l'Orient et de l'Occident
Selon Guénon, les sociétés traditionnelles seraient similaires entre elles, tandis que la civilisation occidentale, devenue anti-traditionnelle, s'opposerait aux sociétés traditionnelles de l'Orient. Pour accéder aux connaissances métaphysiques, non profanes, l'Occident doit se tourner vers l'Orient. Les élites intellectuelles occidentales sont les seules à pouvoir s'initier aux connaissances orientales et redonner à l'Occident le contact avec la vraie spiritualité.

### 9echapitre: Quelques conclusions
Le dernier chapitre dénonce l'envahissement occidental et prend violemment à partie Henri Massis qui venait de développer la thèse que l'Occident était mis en danger par l'influence orientale.

## Critique et réception du livre
Le livre fit tellement de bruit que, d'après André Thirion, l'on connaissait son contenu sans l'avoir lu. La critique du monde moderne et de la démocratie étaient susceptibles d'attirer les partisans de la contre-révolution c'est-à-dire, à l'époque, essentiellement les néo-thomistes et l'Action française. Mais, en même temps, Guénon émit une critique virulente de l'un d'entre eux, Henri Massis. À travers Massis, c'est le nationalisme que Guénon rejeta complètement. Le nationalisme apparaissait comme un pur produit de la modernité, Guénon souligna qu'il était incohérent d'être nationaliste et contempteur des conséquences de la révolution, point qu'il approfondit dans son ouvrage ultérieur Autorité spirituelle et pouvoir temporel. D'autre part, plus que jamais, l'Orient était présenté comme supérieur à l'Occident. Alors que la France reprenait confiance en elle-même, la thèse déplut aux nationalistes. Pour la première fois, Charles Maurras, le « maître de l'Action française » s'exprima publiquement contre Guénon en janvier 1928: « quoi qu'en pense  René Guénon, tout empétré [sic] dans ses Kali-Yuga et ses Manvanture [sic], notre culture occidentale possède à son actif des œuvres assez fortes, son trésor spirituel réserve malgré les temps barbares des espérances assez sublimes pour que nous puissions franchir le front haut la porte étroite qui nous ouvrira seule des âges un peu moins sombres ».  
Les attaques du côté catholique touchèrent encore plus Guénon. Plusieurs comptes rendus négatifs furent publiés. Il faut dire que Guénon, dans La Crise du monde moderne, interpella et mit en garde directement la hiérarchie catholique. Il appela à une union « intellectuelle » (sous-entendu spirituelle), basée sur la métaphysique universelle ce qui reviendrait à réaliser le véritable « Catholicisme intégral » (catholique veut dire étymologiquement universel). Mais alors que dans Orient et Occident, l'hypothèse la plus probable semblait être un rétablissement prenant pour base l'Église catholique, il émit cette fois-ci l'opinion, que le redressement de l'Occident pourrait se faire sans elle. Dans la Crise du monde moderne, il écrivit, en effet,
« 
[L'Église a ] tout intérêt, quant à son rôle futur, à devancer en quelque sorte un tel mouvement, plutôt que de le laisser s'accomplir sans elle et d'être contrainte de le suivre tardivement pour maintenir une influence qui menacerait de lui échapper (chapitre 9).
 »
L'Église catholique n'apprécia pas une telle interpellation. Le père Anizan devait avouer à Guénon en 1928 que c'est bien la publication de La Crise du monde moderne qui précipita son éviction de Regnabit. D'après Xavier Accart, beaucoup plus que les critiques des membres de l'Action française ou des universitaires et des partisans de l'Orient, c'est cette éviction qui fut un coup dur pour lui: il abandonna tout espoir de reconstituer une « élite intellectuelle »  au sein du catholicisme.

### Ouvrages au sujet de René Guénon
- Abd Ar-Razzâq Yahyâ (Ch.-A. Gilis) : Tawhîd et Ikhlâs, Aspects ésotériques, Le Turban noir, 2006, Paris.
- Accart, Xavier : L'Ermite de Duqqi, Archè.  (ISBN 88-7252-227-7). (Notes.)
- Xavier Accart, René Guénon ou le renversement des clartés : Influence d'un métaphysicien sur la vie littéraire et intellectuelle française (1920-1970), Paris, Archè EDIDIT, 2005, 1222 p. (ISBN 978-2-912770-03-5)Préface d'Antoine Compagnon
- Barazzetti, Enrico : L'espace symbolique. Développements du symbolisme mathématique des états multiples de l'être, Archè, Milano, 1997.
- Batache, Eddy : Surréalisme et Tradition, Éditions traditionnelles. Sans ISBN.
- David Bisson, René Guénon, une politique de l'esprit, Paris, Pierre-Guillaume de Roux, 2013, 528 p. (ISBN 978-2-36371-058-1)
- Paul Chacornac, La Vie simple de René Guénon : Illustrations de Pierre Chaux, Paris, Les Editions Traditionnelles, 2000, 130 p. (ISBN 2-7138-0028-5)
- David Gattegno, Guénon : qui suis-je?, Puiseaux (France), Pardès, 2001, 128 p. (ISBN 2-86714-238-5)
- Geay, Patrick : Hermès Trahi : Impostures philosophiques et néo-spiritualisme d'après l'œuvre de René Guénon Dervy.  (ISBN 2-85076-816-2).
- Geay, Patrick : Mystères et significations du Temple maçonnique, Dervy, Paris, 2000.  (ISBN 2-84454-056-2). (Notes.)
- Charles-André Gilis, Introduction à l'enseignement et au mystère de René Guénon, Paris, Les Éditions de l'Œuvre, 1999, 144 p. (ISBN 2-904011-03-X)
- Gilis, Charles-André : Introduction à l'enseignement et au mystère de René Guénon, Les Éditions de l'Œuvre, Paris.  (ISBN 2-904011-03-X).
- Gilis, Charles-André : Les Sept Étendards du Califat, Éditions traditionnelles.  (ISBN 2-7138-0141-9).
- Gilis, Charles-André : René Guénon et l'avènement du troisième Sceau. Éditions Traditionnelles, Paris.  (ISBN 2-7138-0133-8).
- Grison, Pierre et Jean-Louis, Deux aspects de l’œuvre de René Guénon. France Asie, Saïgon, 1953.
- Grossato, Alessandro : Psychologie (attribué à René Guénon), Archè.  (ISBN 88-7252-231-5). (Notes.)
- Hapel, Bruno : René Guénon et l'Archéomètre, Guy Trédaniel, Paris.  (ISBN 2-85707-842-0).
- Hapel, Bruno : René Guénon et l'esprit de l'Inde, Guy Trédaniel, Paris.  (ISBN 2-85707-990-7).
- Bruno Hapel, René Guénon et le Roi du Monde, Paris, Guy Trédaniel, 2001, 258 p. (ISBN 2-84445-244-2)
- Marie-France James, Ésotérisme et christianisme : autour de René Guénon, Paris, Nouvelles Éditions Latines, 1981, 476 p. (ISBN 2-7233-0146-X)
- Jean-Pierre Laurant, Le sens caché dans l'œuvre de René Guénon, Lausanne, Suisse, L'âge d'Homme, 1975, 282 p. (ISBN 2-8251-3102-4)
- Jean-Pierre Laurant, L'Ésotérisme, Paris, Les Éditions du Cerf, 1993, 128 p. (ISBN 2-7621-1534-5)
- Jean-Pierre Laurant, René Guénon, les enjeux d'une lecture, Paris, Dervy, 2006, 400 p. (ISBN 2-84454-423-1)
- Abdel-Halim Mahmoud, René Guénon, Un soufi d'Occident, Paris, AlBouraq, 2007, 182 p. (ISBN 978-2-84161-339-7 et 2-84161-339-9)
- Maxence, Jean-Luc : René Guénon, le Philosophe invisible, Presses de la Renaissance, Paris.  (ISBN 2-85616-812-4). (Notes.)
- Mercier, Raymond : Clartés Métaphysiques, Éditions Traditionnelles, Paris. Sans ISBN.
- Montaigu, Henry : René Guénon ou la mise en demeure. La Place Royale, Gaillac (France).  (ISBN 2-906043-00-1).
- Nutrizio, Pietro (e altri) : René Guénon e l'Occidente, Luni Editrice, Milano/Trento, 1999.
- Prévost, Pierre : Georges Bataille et René Guénon, Jean Michel Place, Paris.  (ISBN 2-85893-156-9).
- Reyor, Jean : Études et recherches traditionnelles, Éditions Traditionnelles, Paris.  (ISBN 2-7138-0134-6).
- Reyor, Jean : Quelques souvenirs sur René Guénon et les Études traditionnelles, « Dossier confidentiel inédit ».
- Reyor, Jean : Sur la route des Maîtres maçons, Éditions Traditionnelles, Paris. Sans ISBN.
- Patrick Ringgenberg, Diversité et unité des religions chez René Guénon et Frithjof Schuon, Paris, Ed. L'Harmattan, 2010, 384 p. (ISBN 978-2-296-12762-3, lire en ligne)
- Jean Robin, René Guénon,  témoin de la Tradition, Paris, Guy Trédaniel Éditeur, 1978, 348 p. (ISBN 2-85707-026-8)
- Sablé, Éric, René Guénon, Le visage de l'éternité, Éditions Points, 2013,  (ISBN 978-2-7578-2857-1).
- Sedgwick, Mark J. : Contre le monde moderne, Paris, Ed. Dervy, 2008, 396 p.
- Paul Sérant, René Guénon, Paris, Le Courrier du livre, 1977, 232 p. (ISBN 2-7029-0050-X)
- Tamas, Mircea A : René Guénon et le Centre du Monde, Rose-Cross Books, Toronto, 2007,  (ISBN 978-0-9731191-7-6)
- Tourniac, Jean : Melkitsedeq ou la tradition primordiale, Albin Michel, Paris.  (ISBN 2-226-01769-0).
- Tourniac, Jean : Présence de René Guénon, t. 1 : L'œuvre et l'univers rituel, Soleil Natal, Étampes (France).  (ISBN 2-905270-58-6).
- Tourniac, Jean : Présence de René Guénon, t. 2 : La Maçonnerie templière et le message traditionnel, Soleil Natal, Étampes (France).  (ISBN 2-905270-59-4).
- Jean Ursin, René Guénon, Approche d'un homme complexe, Paris, Editions Ivoire-Clair, 2005, 127 p. (ISBN 2-913882-31-5)
- Michel Vâlsan, L'Islam et la fonction de René Guénon, Paris, Publié dans les Études traditionnelles en Janvier-Février 1953 et devenu depuis le chapitre II de L'Islam et la Fonction de René Guénon, 1984-ii(lire en PDF sur le site de Science sacrée)
- Vâlsan, Michel : La fonction de René Guénon et le sort de l'Occident(lire en PDF sur le site de Science sacrée), Études traditionnelles, Paris, 1951
- Vâlsan, Michel : L'Islam et la fonction de René Guénon, Science sacrée, 2016  (ISBN 9782915059113)
- Michel Vâlsan, Références islamiques du « symbolisme de la croix », Paris, Publié dans les Études traditionnelles en 1971 et devenu depuis le chapitre V de L'Islam et la Fonction de René Guénon, 1984-v(lire en PDF sur le site de Science sacrée)
- Jean Vivenza, Le Dictionnaire de René Guénon, Grenoble, Le Mercure Dauphinois, 2002, 568 p. (ISBN 2-913826-17-2)
- Jean Vivenza, La Métaphysique de René Guénon, Grenoble, Le Mercure Dauphinois, 2004, 176 p. (ISBN 2-913826-42-3)
- Vivenza, Jean-Marc : René Guénon et le Rite Écossais Rectifié, Les Éditions du Simorgh, 2007.  (ISBN 2-915769-03-6).
- Vivenza, Jean-Marc : René Guénon et la Tradition primordiale, Les Éditions du Simorgh, 2012. (ISBN 2-915769-18-4).